# Mustafapaşa

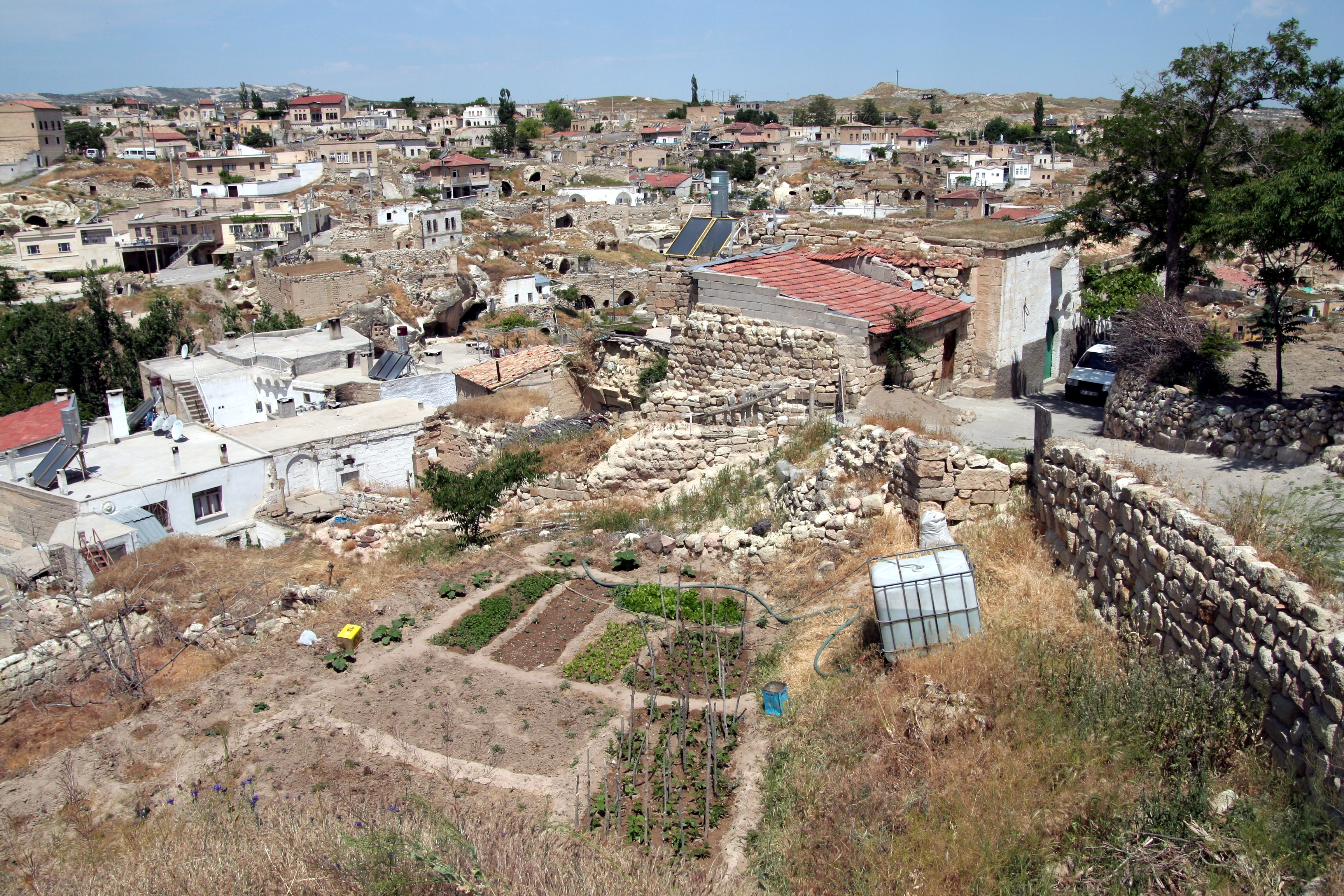
Die Stadt Mustafapaşa

Mustafapaşa, früher Sinasos ist eine türkische Kleinstadt (belde) mit 1775 (Stand 2009) Einwohnern fünf Kilometer von Ürgüp in der Provinz Nevşehir in Kappadokien.
Die vor dem Bevölkerungsaustausch mehrheitlich griechisch-orthodoxe Bevölkerung (als Rum bezeichnet) war zu beachtlichem Wohlstand gekommen. Dieser entstammte dem Kaviarhandel zwischen Russland und Europa, für den Zuwanderer aus Sinasos nach Istanbul ein Monopol besaßen. Die wohlhabend gewordenen Händler aus Sinasos setzten sich dann in ihrer Heimat zur Ruhe. So besaß der Ort die stattliche Zahl von 40 Kirchen. Vor dem Bevölkerungsaustausch lebten hier 600 orthodoxe, aber oftmals türkischsprachige (Karamanlı) Familien und etwa 150 türkisch-muslimische Familien. Anstelle der Rum wurden Menschen mazedonischer Muttersprache und muslimischen Glaubens aus der Umgebung von Kastoria, insbesondere Grevena, angesiedelt. Diese bildeten zunächst mehr als die Hälfte der Bevölkerung.
Von Sinasos nach Griechenland umgesiedelte Rum gründeten Nea Sinasos (gr.: Νέα Σινασός) im Nordteil der Insel Euböa.
Südlich der Stadt liegt der Staudamm Damsa.